# Britta Siegmund
Britta Siegmund (* 25. Oktober 1971 in Ehringshausen) ist eine deutsche Medizinerin. Sie ist Hochschullehrerin an der Berliner Charité und Klinikdirektorin der dortigen Medizinischen Klinik für Gastroenterologie, Infektiologie und Rheumatologie. Daneben ist sie seit 2019 Vizepräsidentin der Deutschen Forschungsgemeinschaft. Ihr Forschungsschwerpunkt liegt auf der Erforschung und Behandlung chronisch-entzündlicher Darmerkrankungen wie Morbus Crohn oder Colitis ulcerosa.

## Werdegang
Britta Siegmund wurde 1971 in Ehringshausen an der Lahn geboren und studierte von 1992 bis 1998 Humanmedizin an der LMU München und – mit einem Stipendium der Harvard-Munich Alliance for Medical Education – an der Harvard Medical School in Boston. In ihrer Dissertation 1998 untersuchte sie die antientzündliche Wirkung von Interleukin-10 bei der Synthese des Tumornekrosefaktors. Nach ihrem Praktikum ging sie im Rahmen eines DFG-Forschungsstipendiums von 2000 bis 2002 an die University of Colorado in Denver.
Seit ihrer Rückkehr nach Deutschland ist sie ununterbrochen am Berliner Universitätsklinikum (Charité) tätig, zunächst, um sich bis 2007 zur Fachärztin für Innere Medizin weiterzubilden. Hier – an der Klinik für Gastroenterologie, Infektiologie, Rheumatologie – untersuchte sie als Leiterin einer Emmy-Noether-Nachwuchsgruppe die Rolle des Hormons Leptin bei Darmentzündungen. 2006 habilitierte sie sich im Fach „Experimentelle Medizin“ und wurde im Folgejahr bis 2012 Oberärztin für Innere Medizin. Neben ihrer Lehrberechtigung für Experimentelle Medizin erhielt sie diese 2009 auch für Innere Medizin.  2012 erhielt sie eine Heisenberg-Professur auf dem Gebiet der translationalen Gastroenterologie und leitete zunächst kommissarisch, ab 2013 als W3-Professorin die Klinik. Seit 2016 übernahm sie zusätzlich die Ärztliche Centrumsleitung des Charitè Centrum 13 für Gastroenterologie, Nephrologie, Stoffwechselerkrankungen.
Siegmund wurde 2017 als Mitglied in die Deutsche Akademie der Naturforscher Leopoldina und 2019 in die Berlin Brandenburgische Akademie der Wissenschaften gewählt. Sie war und ist Mitglied im Vorstand zahlreicher medizinischer Fachorganisationen, die sich mit entzündlichen Darmerkrankungen beschäftigen, so etwa seit 2016 Vorsitzende der European Crohn’s & Colitis Organization und seit 2017 Vorstandsmitglied der Deutschen Gesellschaft für Gastroenterologie, Verdauungs- und Stoffwechselerkrankungen sowie Leitliniendelegierte der DGSV gegenüber der  Arbeitsgemeinschaft der Wissenschaftlichen Medizinischen Fachgesellschaften.
Innerhalb der Deutschen Forschungsgemeinschaft engagierte sie sich 2016 bis 2017 als Mitglied des Fachkollegiums Medizin und seit 2018 als Senatsmitglied, bevor sie Mitte 2019 zur Vizepräsidentin gewählt wurde.

## Publikationen (Auswahl)
- Regulation der Tumor-Nekrose-Faktor-α-Synthese durch Interleukin-10 und cAMP-erhöhende Substanzen. (Dissertation). München 1998.
- Effektorphase der intestinalen Immunantwort: Regulation durch Interleukin-18 und Leptin. (zugleich Dissertation, Berlin 2006). Berlin 2005, urn:nbn:de:kobv:188-fudissthesis000000002507-9 (Online-Ressource [abgerufen am 9. Februar 2020]).